# Hästhagens sjöområde
Hästhagens sjöområde är en bebyggelse söder om Västervik, öster om Hästhagssjön i Västrums socken i Västerviks kommun i Kalmar län.